# Jacques Toja
Jacques Toja (1 de septiembre de 1929 - 23 de marzo de 1996) fue un director y actor teatral, cinematográfico y televisivo de nacionalidad francesa. Fue miembro y administrador general de la Comédie-Française. Fue sobre todo conocido del gran público por su papel de Luis XIV de Francia en la saga de filmes sobre Angélique, marquesa de los ángeles. Fue también creador de la Fundación Jacques-Toja, dedicada al teatro.

## Biografía
Su nombre completo era Jacques-Camille Toja, y nació en Niza, Francia. Siendo niño, escuchaba los relatos de su abuelo, un apasionado del teatro y regular espectador del festival chorégies d’Orange, entonces consagrado a ese arte. Por ello se inscribió en el Conservatorio de Niza, en las clases de arte dramático, a la vez que cursaba estudios de derecho y contabilidad. Ganador de un primer premio, obtuvo de sus padres permiso para asistir al Conservatorio Nacional Superior de Arte Dramático. Allí tuvo como compañeros de promoción a artistas como Annie Girardot, Claude Rich, Jean-Paul Belmondo, Jean-Pierre Marielle y Bruno Crémer, entre otros. A su salida en 1953, fue contratado directamente por la Comédie-Française. Dejó la compañía en 1957 para trabajar en La Mamma, obra de André Roussin escrita para Elvire Popesco. La pieza obtuvo un gran éxito pero, tras 740 representaciones, Jacques Toja decidió volver a la diversidad interpretativa de la Comédie-Française. Fue nuevamente contratado el 20 de mayo de 1959, siendo nombrado miembro el 15 de septiembre de 1960. En total, a lo largo de su trayectoria con la institución, trabajó en un total de más de 130 papeles.
Poco a poco, Toja se interesó en la administración de la Comédie-Française. Fue ayudante de Maurice Escande cuando éste fue uno de los administradores de la Compañía. Finalmente, entre 1979 y 1983 ocupó el prestigioso cargo de administrador general. Durante su mandato, hizo retomar algunos grandes clásicos del siglo XX, pero también dio la oportunidad de interpretar a autores contemporáneos e investigar a jóvenes autores, que fueron representados en el Teatro del Odéon, adjunto a la Comédie-Française. Su idea era disponer de una compañía abierta a todos los estilos y capaz de interpretar a Molière y también a Eugène Ionesco, Jean Racine o a Samuel Beckett.
En 1983 creó la primera fundación dedicada al arte dramático, que obtuvo el reconocimiento de utilidad pública en Francia en el año 1991. El objetivo era acoger a las empresas y a los particulares alrededor de la defensa del repertorio teatral francés del siglo XX, pero también defender las creaciones de autores contemporáneos.
Jacques Toja falleció en Neuilly-sur-Seine, Francia, en 1996, a causa de un cáncer. Tenía 66 años de edad.

## Teatro

### Actuaciones con la Comédie-Française
- Ingresó en la Comédie-Française el 1 de septiembre de 1953, cesando el 15 de febrero de 1957
- Nuevo ingreso el 20 de mayo de 1959
- Nombrado miembro de la Comédie-Française el 15 de septiembre de 1960
- Administrador general de la Comédie-Française desde el 1 de agosto de 1979 al 31 de julio de 1983
- Nombrado miembro honorario el 20 de mayo de 1984
- 1952 : Romeo y Julieta, de William Shakespeare, escenografía de Julien Bertheau
- 1952 : Madame Sans Gêne, de Victorien Sardou y Émile Moreau
- 1952 : Ojo por ojo, cuerno por cuerno, de Georges Feydeau, escenografía de Jean Meyer
- 1952 : Madame Sans Gêne, de Victorien Sardou y Émile Moreau
- 1953 : Seis personajes en busca de autor, de Luigi Pirandello, escenografía de Julien Bertheau
- 1953 : Donogoo, de Jules Romains, escenografía de Jean Meyer
- 1953 : Donogoo, de Jules Romains, escenografía de Jean Meyer
- 1953 : Romeo y Julieta, de William Shakespeare, escenografía de Julien Bertheau
- 1953 : On ne saurait penser à tout, de Alfred de Musset, escenografía de Maurice Escande
- 1953 : Un voisin sait tout, de Gérard Bauër
- 1953 : La Double Inconstance, de Pierre de Marivaux, escenografía de Jacques Charon
- 1953 : Le Mariage forcé, de Molière
- 1953 : Les Fausses Confidences, de Pierre de Marivaux, escenografía de Maurice Escande
- 1954 : La reina muerta, de Henry de Montherlant
- 1954 : On ne badine pas avec l'amour, de Alfred de Musset
- 1954 : En attendant l'aurore, de Mme Simone
- 1954 : Un voyageur, de Maurice Druon
- 1954 : Prometeo encadenado, de Esquilo, escenografía de Julien Bertheau, Festival de Lyon Charbonnières
- 1954 : Le Jeu de l'amour et du hasard, de Pierre de Marivaux, reestrenada con escenografía de Jean-Paul Roussillon en 1974
- 1954 : L'Épreuve, de Pierre de Marivaux
- 1954 : Les Amants magnifiques, de Molière, escenografía de Jean Meyer
- 1954 : Le Carrosse du Saint-Sacrement, de Prosper Mérimée
- 1955 : Le Cheval arabe, de Julien Luchaire
- 1955 : El barbero de Sevilla, de Pierre-Agustin de Beaumarchais
- 1955 : El burgués gentilhombre, de Molière, escenografía de Jean Meyer, gira por Norteamérica, en Montreal
- 1956 : Élisabeth, la femme sans homme, de André Josset
- 1956 : Cinna, de Pierre Corneille, escenografía de Maurice Escande
- 1956 : Psyché, de Pierre Corneille, Molière y Quinault
- 1956 : Cinna, de Pierre Corneille,
- 1956 : Los enredos de Scapin, de Molière, escenografía de Jacques Charon
- 1959 : La escuela de las mujeres, de Molière
- 1959 : Fedra, de Jean Racine, escenografía de Jean Meyer
- 1959 : Electra, de Jean Giraudoux, escenografía de Pierre Dux
- 1959 : Las preciosas ridículas, de Molière
- 1959 : Le Jeu de l'amour et du hasard, de Pierre de Marivaux
- 1959 : La Méprise, de Pierre de Marivaux, escenografía de Jacques Sereys
- 1959 : Un caprice, de Alfred de Musset, reestrenada por Michel Etcheverry en 1978
- 1959 : Bataille de dames, de Eugène Scribe
- 1960 : La Parisienne, de Henry Becque, escenografía de Raymond Gérôme
- 1960 : El burgués gentilhombre, de Molière, escenografía de Jean Meyer
- 1960 : El avaro, de Molière
- 1960 : El misántropo, de Molière
- 1960 : Las mujeres sabias, de Molière
- 1961 : Le Legs, de Pierre de Marivaux
- 1961 : Le Conte d'hiver, de William Shakespeare
- 1961 : L'Impromptu du Palais-Royal, de Jean Cocteau
- 1961 : Une visite de noces, de Alexandre Dumas (hijo)
- 1961 : Diálogos de Carmelitas, de Georges Bernanos, escenografía de Marcelle Tassencourt
- 1961 : Les Mœurs du temps, de Bernard-Joseph Saurin
- 1961 : La Double Inconstance, de Pierre de Marivaux
- 1961 : On ne badine pas avec l'amour, de Alfred de Musset
- 1961 : Le Sexe faible, de Édouard Bourdet
- 1962 : El avaro, de Molière, escenografía de Jacques Mauclair
- 1962 : La reina muerta, de Henry de Montherlant, escenografía de Pierre Dux
- 1962 : La Grande Catherine, de George Bernard Shaw
- 1962 : Il ne faut jurer de rien, de Alfred de Musset
- 1963 : La Belle Aventure, de Flers, Caillavet y Arène
- 1963 : Un fil à la patte, de Georges Feydeau, escenografía de Jacques Charon, gira en México
- 1963 : Un fil à la patte, de Georges Feydeau, escenografía de Jacques Charon, gira en México
- 1963 : El misántropo, de Molière
- 1963 : Quitte pour la peur, de Alfred de Vigny
- 1963 : Las bodas de Fígaro, de Pierre-Agustin de Beaumarchais, reestrenada con escenografía de Jacques Rosner en 1977
- 1964 : Cyrano de Bergerac, de Edmond Rostand, escenografía de Jacques Charon
- 1964 : Comme les chardons..., de Armand Salacrou
- 1964 : Donogoo, de Jules Romains
- 1966 : El Cid, de Pierre Corneille, escenografía de Paul-Émile Deiber
- 1966 : Le Prince travesti, de Pierre de Marivaux, escenografía de Jacques Charon
- 1966 : Les Caprices de Marianne, de Alfred de Musset
- 1967 : Ojo por ojo, cuerno por cuerno, de Georges Feydeau, escenografía de Jean Meyer
- 1967 : Domino, de Marcel Achard, escenografía de Jean Meyer
- 1968 : L'Otage, de Paul Claudel, escenografía de Jean-Marie Serreau
- 1968 : La Navette, de Henry Becque
- 1968 : Anfitrión, de Molière, escenografía de Jean Meyer, reestrenada en 1974
- 1968 : Le Mariage forcé, de Molière
- 1968 : Tartufo, de Molière
- 1969 : Madame Quinze, de Jean Sarment
- 1969 : La Volupté de l'honneur, de Luigi Pirandello, escenografía de François Chaumette
- 1969 : Don Juan, Molière
- 1969 : La Seconde Surprise de l'amour, de Pierre de Marivaux, escenografía de Jean-Paul Roussillon
- 1970 : La Princesse d'Élide, de Molière
- 1970 : El Sueño, August Strindberg, escenografía de Raymond Rouleau
- 1971 : El enfermo imaginario, de Molière, escenografía de Jean-Laurent Cochet
- 1971 : Las mujeres sabias, de Molière, escenografía de Jean Piat, reestrenada en 1973
- 1972 : Becket, de Jean Anouilh, escenografía de Jean Anouilh y Roland Piétri
- 1973 : El burgués gentilhombre, de Molière
- 1973 : Enrique IV, de Luigi Pirandello, escenografía de Raymond Rouleau,
- 1974 : Ondina, de Jean Giraudoux, escenografía de Raymond Rouleau
- 1974 : Hernani, de Victor Hugo, escenografía de Robert Hossein
- 1974 : L'Impromptu de Marigny, de Jean Poiret, escenografía de Jacques Charon
- 1974 : Monsieur Teste, de Paul Valéry, escenografía de Pierre Franck
- 1975 : A Moon for the Misbegotten, de Eugene O'Neill, escenografía de Jacques Rosner
- 1975 : El idiota, de Fiódor Dostoyevski, escenografía de Michel Vitold
- 1975 : L'Île de la raison, de Pierre de Marivaux, escenografía de Jean-Louis Thamin
- 1975 : Horacio, de Pierre Corneille, escenografía de Jean-Pierre Miquel
- 1976 : Le Jeu de l'amour et du hasard, de Pierre de Marivaux, escenografía de Jean-Paul Roussillon
- 1976 : Le Verre d'eau, de Eugène Scribe, escenografía de Raymond Rouleau
- 1976 : Cyrano de Bergerac, de Edmond Rostand, escenografía de Jean-Paul Roussillon
- 1976 : Le Paradoxe dur le comédien, de Denis Diderot, escenografía de Jacques Baillon
- 1978 : Le Renard et la grenouille, de Sacha Guitry
- 1979 : Las tres hermanas, de Antón Chéjov, escenografía de Jean-Paul Roussillon
- 1979 : Don Juan, de Molière, escenografía de Jean-Luc Boutté
- 1979 : Les Fausses Confidences, de Pierre de Marivaux
- 1979 : Le Pain de ménage, de Jules Renard, escenografía de Yves Gasc
- 1980 : Créanciers, de August Strindberg, escenografía de Jacques Baillon
- 1981 : À Memphis il y a un homme d'une force prodigieuse, de Jean Audureau, escenografía de Henri Ronse
- 1981 : Cantique des Cantiques, de Jean Giraudoux, escenografía de Simon Eine
- 1983 : Triptyque, de Max Frisch, escenografía de Roger Blin

### Actuaciones ajenas a la Comédie-Française
- 1957-1958 : La Mamma, de André Roussin, escenografía del autor, Théâtre de la Madeleine
- 1959 : La Mamma, de André Roussin, escenografía del  autor, Théâtre des Célestins
- 1964 : Electra, de Jean Giraudoux, escenografía de Raymond Gérôme, Festival de Bellac
- 1966 : Le Voyage de Thésée, de Georges Neveux, escenografía de Michel Etcheverry, Festival de Bellac
- 1966 : On ne badine pas avec l'amour, de Alfred de Musset, escenografía de Jean Darnel, Festival de l'Emperi Salon-de-Provence
- 1967 : Intermezzo, de Jean Giraudoux, escenografía de Michel Etcheverry, Festival de Bellac
- 1970 : Amphitryon 38, de Jean Giraudoux, escenografía de Pierre Franck, Festival de Bellac
- 1986 : Casa de muñecas, de Henrik Ibsen, escenografía de Michel Fagadau, Théâtre de Boulogne-Billancourt
- 1988 : Le Saut du lit, de Ray Cooney y John Chapman, escenografía de Jean Le Poulain, Théâtre des Variétés
- 1990 : L’Officier de la garde, de Ferenc Molnár, escenografía de Jean-Pierre Miquel, Teatro de los Campos Elíseos

## Filmografía

### Cine
- 1954 : La Tour de Nesle, de Abel Gance
- 1958 : Christine, de Pierre Gaspard-Huit
- 1961 : Les Trois Mousquetaires, de Bernard Borderie
- 1961 : Le Capitaine Fracasse, de Pierre Gaspard-Huit
- 1964 : Angélique Marquise des Anges, de Bernard Borderie
- 1964 : Merveilleuse Angélique, de Bernard Borderie
- 1965 : Angélique et le Roy, de Bernard Borderie
- 1967 : Indomptable Angélique, de Bernard Borderie
- 1991 : Aujourd'hui peut-être..., de Jean-Louis Bertuccelli

### Televisión
- 1972 : Les Femmes savantes, de Jean Vernier
- 1972 : Au théâtre ce soir : Le Gendre de Monsieur Poirier, de Jules Sandeau y Émile Augier, escenografía de Robert Manuel, dirección de Pierre Sabbagh, Théâtre Marigny
- 1973 : Arsène Lupin, episodio La demeure mystérieuse, de Jean-Pierre Desagnat
- 1974 : Ondine, escenografía de Raymond Rouleau
- 1975 : Les Mohicans de Paris, de Bernard Borderie
- 1985 : Les Cinq Dernières Minutes, episodio Tendres pigeons, de Louis Grospierre
- 1989 : La Comtesse de Charny, de Marion Sarraut